# Giulia Gibertini
Giulia Gibertini (née le 30 septembre 1984 à Parme) est une joueuse italienne de volley-ball. Elle mesure 1,70 m et joue au poste de libero. 

## Clubs
| Club                | Pays   | De        | À         |
| ------------------- | ------ | --------- | --------- |
| CUS Parma Pallavolo | Italie | 1998-1999 | 1999-2000 |
| Viadana Volley      | Italie | 2000-2001 | 2000-2001 |
| PV Fontanellato     | Italie | 2001-2002 | 2001-2002 |
| Campitello Volley   | Italie | 2002-2003 | 2002-2003 |
| PV Crespellano      | Italie | 2003-2004 | 2003-2004 |
| Parme Volley Girls  | Italie | 2004-2005 | 2011-2012 |
| VBC Casalmaggiore   | Italie | 2012-2013 | 2012-2013 |
| Pallavolo Marsala   | Italie | 2013-2014 | …         |